# フン (楽器)

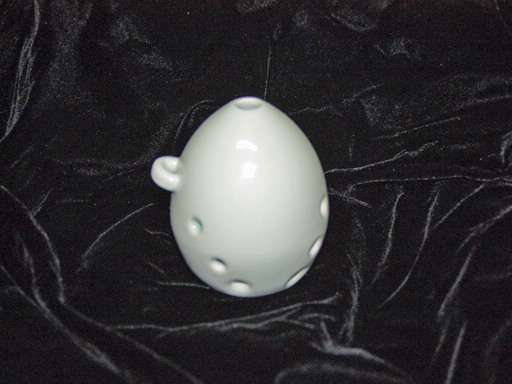
フン

フン（ハングル：훈, 韓国における漢字：塤、hun）とは、韓国の伝統楽器で、粘土や陶磁で作られたヴェッセルフルート（オカリナの仲間）のこと 。
一番上に吹き穴があり、いくつかの指穴がある。形状は球形である。主に宮廷音楽（Korean court music）の合奏に使われるが、20世紀後期になって何人かの韓国現代音楽作曲家たちが作品や映画音楽に使い出した。
フンは中国の古い伝統楽器のひとつシュン (楽器)（漢字は同じ「塤」）から派生したものである。日本では、土笛（つちぶえ）がフンに相当する。